# Sabinov
Sabinov (in ungherese Kisszeben, in tedesco Zeben, in latino Cibinium) è una città della Slovacchia, capoluogo del distretto omonimo, nella regione di Prešov.